# Дифенбункер
Ядерные убежища (чрезвычайные штаб-квартиры) правительства Канады, англ. Emergency Government Headquarters — группа ядерных убежищ, созданных в 1950-1960-е гг., в разгар Холодной войны для правительства Канады. В среде оппозиционных политиков получили прозвище «Дифенбункеры», англ. Diefenbunkers, в честь тогдашнего премьер-министра Канады Джона Дифенбейкера, принявшего решение об их сооружении. В целом было сооружено свыше 50 бункеров, в основном в сельской местности невдалеке от крупных городов Канады.

## Перечень
Наиболее известным и крупнейшим из бункеров является 4-этажный бункер на военной базе Карп, в настоящее время преобразованный в музей.
Были предусмотрены различные иерархические уровни бункеров:
- CEGHQ, Central Emergency Government Headquarters — Центральная резервная штаб-квартира правительства, размещённая на базе Карп (Онтарио) у деревни Карп в 30 км к западу от г. Оттава. Предназначена для высших федеральных политиков и гражданских служащих, а также для монарха.
- REGHQ, Regional Emergency Government Headquarters — Региональные резервные штаб-квартиры правительства. Их было 7, и они были расположены по всей территории Канады. В дополнение к ним были предусмотрены запасные бункеры (см. ниже).
  - Нанаймо, Британская Колумбия — база Нанаймо
  - Пенхолд, Альберта — база Пенхолд
  - Шайло, Манитоба — база Шайло
  - Борден, Онтарио — база Борден
  - Валькартье, Квебек — база Валькартье
  - Деберт, Новая Шотландия — база Деберт
  - IREGHQ, Interim Regional Emergency Government Headquarters, Промежуточные резервные штаб-квартиры правительства
- MEGHQ, Municipal Emergency Government Headquarters, Муниципальные резервные штаб-квартиры правительства
- ZEGHQ, Zone Emergency Government Headquarters, Зональные резервные штаб-квартиры правительства, сооружённых в подвалах существующих домов, обычно вмещали до 70 человек персонала.
- RU, Relocation Unit, Запасной бункер, or CRU, Central Relocation Unit, Центральный запасной бункер. Это были бункеры, сооружённые как запасные по отношению к существующим REGHQ и MEGHQ.
- Communication Bunkers, Бункеры коммуникации:
  - Нанус-Бей, Британская Колумбия — передатчик для базы Нанаймо
  - Пенхолд, Альберта — передатчик для базы Пенхолд
  - Хьюз, Манитоба — передатчик для базы Шило
  - Норт-Бей, Онтарио — бункер 22-го крыла Норт-Бэй, запасной для бункера NORAD в Шайеннских горах
  - Иденвейл, Онтарио — передатчик для базы Борден)
  - Перт, Онтарио — передатчик для базы Карп (Главный правительственный бункер)
  - Грейт-Вилидж, Новая Шотландия — передатчик для базы Деберт
  - Сен-Реймон-Порнёф, Квебек. Передатчик для базы Валькартье.

Среди других бункеров, в дополнение к CEGHQ, предусмотрены Центральные запасные бункеры (Central Relocation Units, CRU). Это — не «настоящие» бункеры, а просто укреплённые подземные помещения, размещённые в подвалах почтовых и других федеральных учреждений. Они соединены телефонными и телетайпными линиями с основным бункером в Карпе. Такие ЦУПы были размещены в следующих местах:
- Кемптвилл, Онтарио
- Карлтон-Плейс, Онтарио
- Корнуолл, Онтарио
- Смитс-Фолс, Онтарио
- Пемброк, Онтарио
- Арнпрайор, Онтарио